# Sahim Saleh Mehdi
Sahim Saleh Mehdi (* 17. Oktober 1967) ist ein ehemaliger jemenitischer Sprinter.

## Biografie
Sahim Saleh Mehdi war bei den Olympischen Sommerspielen 1988 in Seoul Fahnenträger der Mannschaft des Südjemens. Er startete im 200-Meter-Lauf, wo er allerdings im Vorlauf ausschied.